# Ионицэ, Ралука
Ралука Андрея Ионицэ (рум. Raluca Andreea Ioniţă; 9 июня 1976, Плоешти) — румынская гребчиха-байдарочница, выступала за сборную Румынии во второй половине 1990-х годов. Бронзовая призёрша летних Олимпийских игр в Сиднее, двукратная чемпионка Европы, победительница многих регат национального и международного значения.

## Биография
Ралука Ионицэ родилась 9 июня 1976 года в городе Плоешти жудеца Прахова.
В 1996 году прошла квалификацию на Олимпийские игры в Атланте, стартовала в полукилометровых гонках одиночек и четвёрок, однако в обеих дисциплинах сумела дойти лишь до стадии полуфиналов, где финишировала шестой и третьей соответственно.
Первого серьёзного успеха на взрослом международном уровне добилась в 1997 году, когда попала в основной состав румынской национальной сборной и побывала на возобновлённом чемпионате Европы в болгарском Пловдиве, откуда привезла три награды различного достоинства, в том числе две золотые награды в зачёте четырёхместных байдарок на дистанциях 200 и 500 метров, а также бронзовую в двойках на двухстах метрах.
Благодаря череде удачных выступлений Ионицэ удостоилась права защищать честь страны на летних Олимпийских играх 2000 года в Сиднее — в составе четырёхместного экипажа, куда также вошли гребчихи Марьяна Лимбэу, Элена Раду и Санда Тома, завоевала на дистанции 500 метров бронзовую медаль, проиграв на финише только экипажам из Германии и Венгрии. Кроме того, в паре с Лимбэу стартовала в двойках на пятистах метрах, но здесь показала в решающем заезде четвёртый результат, немного не дотянув до призовых позиций. Вскоре по окончании этих соревнований приняла решение завершить карьеру профессиональной спортсменки, уступив место в сборной молодым румынским гребчихам.